# Église Saint-Médard-de-Beausse
L'église Saint-Médard-de-Beausse, ou église Saint-Jean-Baptiste à Saint-Médard, communément appelée l'église de Saint-Médard, est un lieu de culte catholique de Mont-de-Marsan, préfecture du département français des Landes.

## Présentation
Saint-Médard-de-Beausse est à l'origine une paroisse puis une commune indépendante, jusqu'à son rattachement en 1866 à Mont-de-Marsan.
La construction de cette église romane dédiée à saint Jean-Baptiste date de la fin du XIe siècle. Incendiée en 1569 par des troupes protestantes lors des guerres de Religion, elle est restaurée au XVIIe siècle.
L'église primitive comportait une seule nef, longée au nord par un porche à auvent, comme l'église de Beaussiet à Mazerolles ; et un simple mur clocher avec deux alvéoles encore visibles pour y recevoir les cloches.
À l'entrée du porche, une statue du XVIIIe siècle représente saint Antoine ermite et barbu accompagné d'un cochon. Il apparaît ainsi car les Antonins, hospitaliers de l'ordre de saint Antoine créés au XIIe siècle, avaient la permission de laisser vagabonder leurs porcs munis d'une clochette.
Attenant à l'église se trouvait un hospice capable d'accueillir les pèlerins de Saint-Jacques de Compostelle. Une salle voûtée subsiste, la salle Saint Jean-Baptiste. La porte d'entrée dans la nef date de cette époque, de même qu'un panneau polychrome représentant saint Jean-Baptiste, au-dessus de l'entrée de la nef. Une coquille en bois sculpté, au-dessus de la porte à l'intérieur de l'église, signale cette halte pour pèlerins.
La porte d'entrée, réalisée en 1678 par J. Lalande, maître menuisier à Mont-de-Marsan, présente dans sa partie supérieure des vantaux avec saint Jean-Baptiste d'un côté et saint Antoine de l'autre, sculptés dans du bois de noyer. Ces deux saints ont mené une vie d'ermite.
Le maître autel, de style baroque du XVIIIe siècle, représente saint Médard évêque à gauche, et saint Jean-Baptiste à droite. Des scènes de la vie de ce dernier (le baptême de Jésus, le martyre) sont représentées de part et d'autre du tabernacle. Le tableau représentant la crucifixion de Jésus date de 1840 et est l'œuvre du peintre montois Louis Anselme Longa.
De nos jours, l'église de Saint-Médard est rattachée à la paroisse Notre-Dame-des-Trois-Rivières.

## Galerie

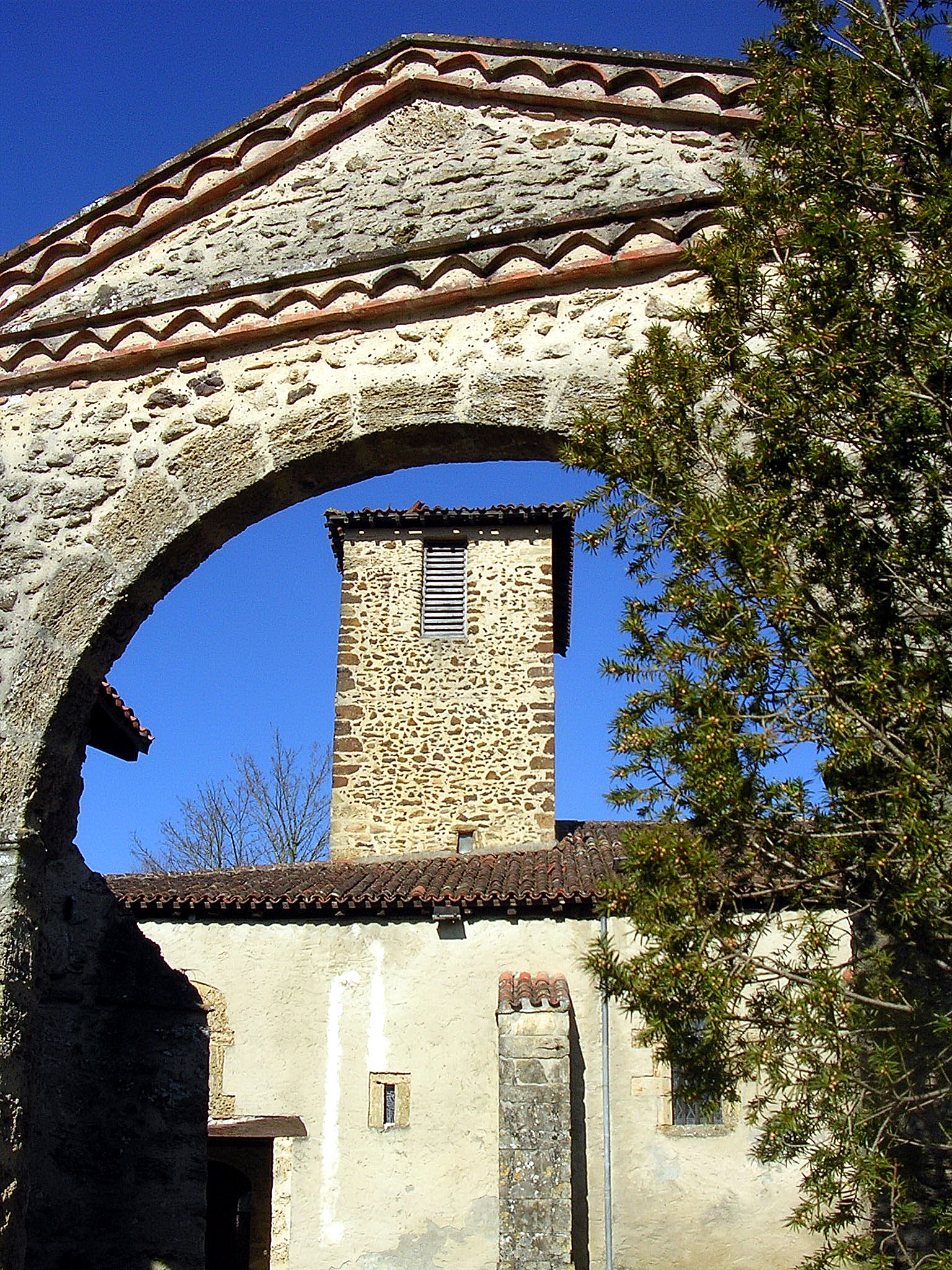
Le clocher
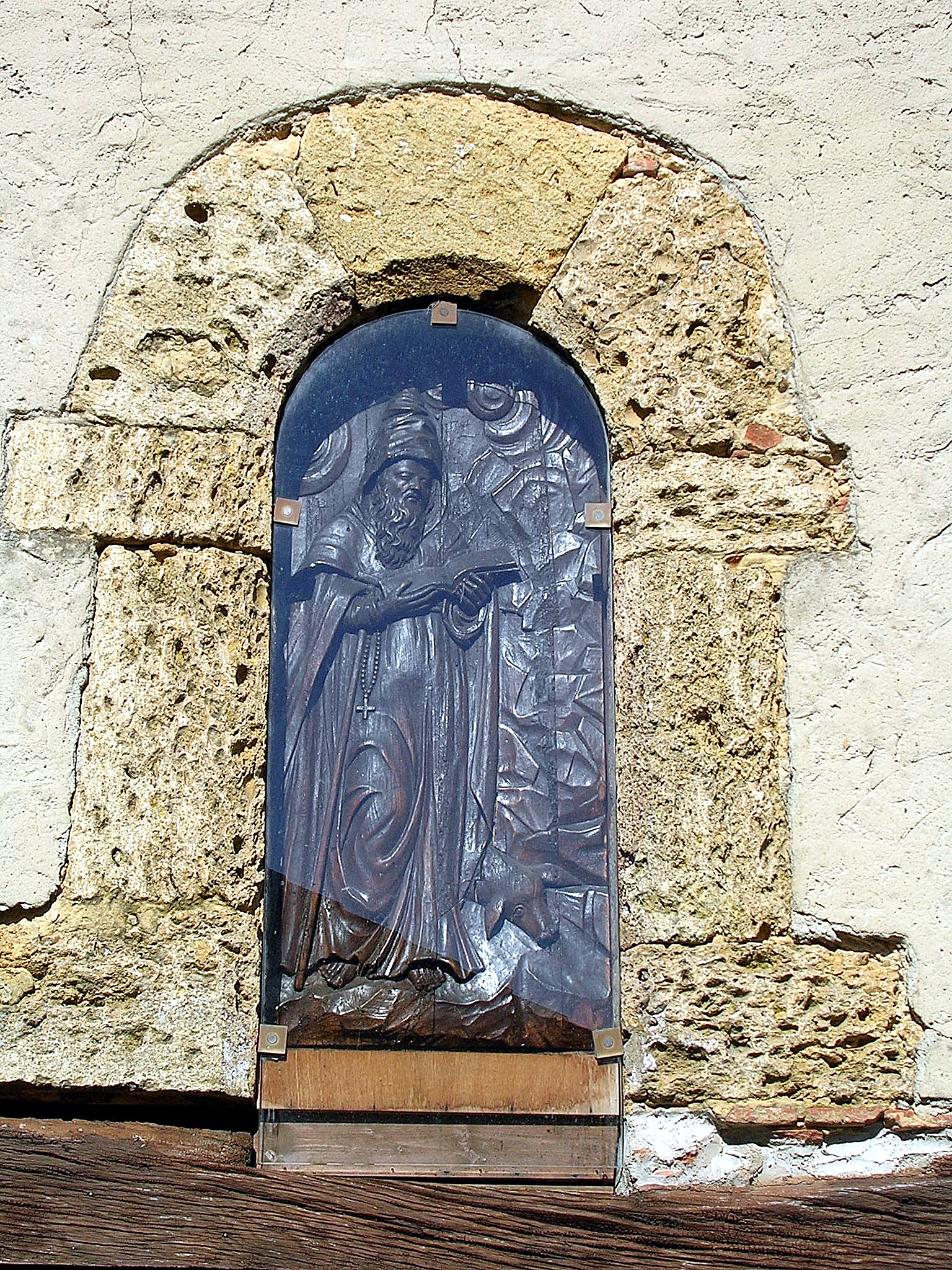
La statue de saint Antoine et d'un cochon
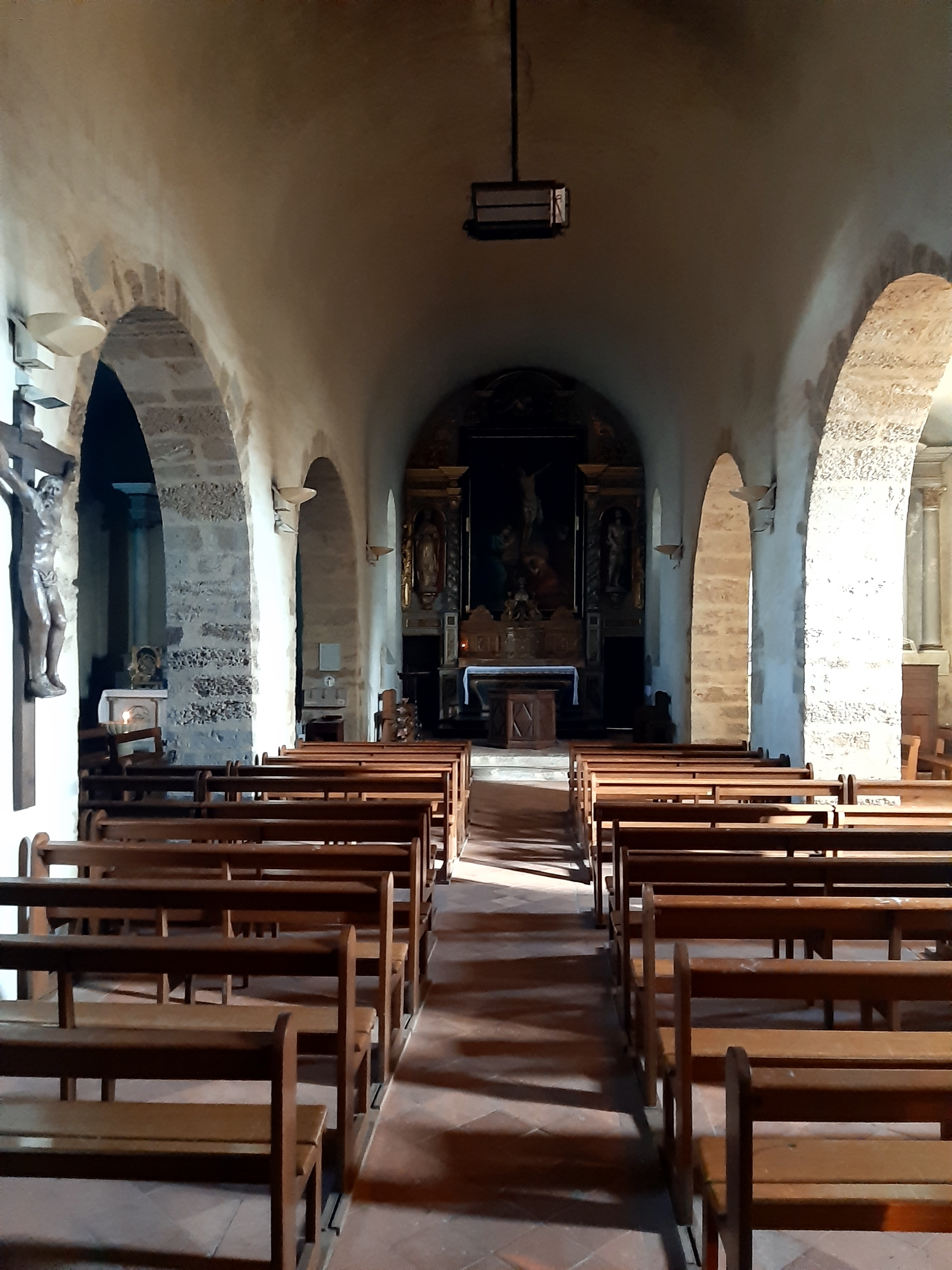
Nef
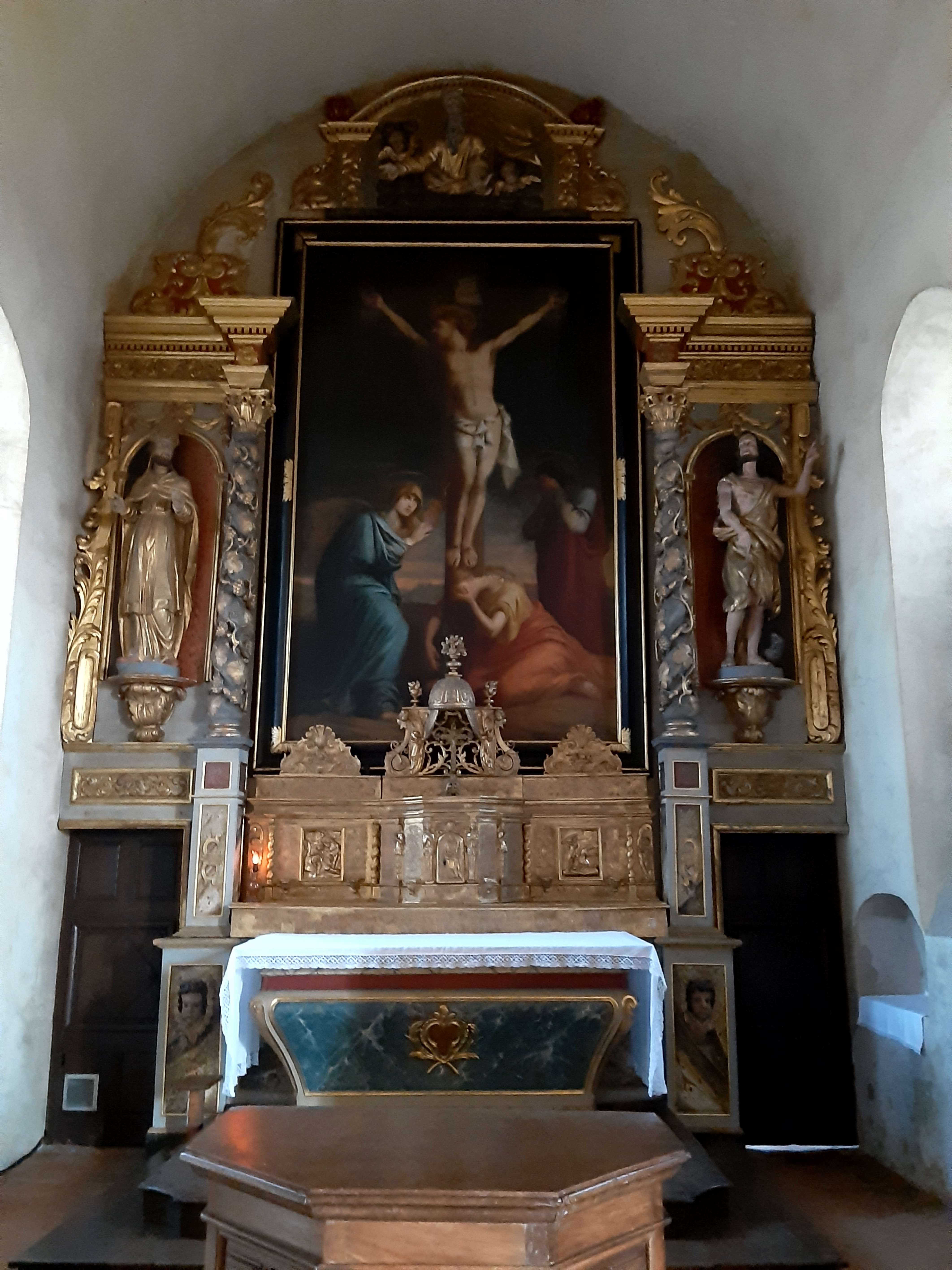
Retable
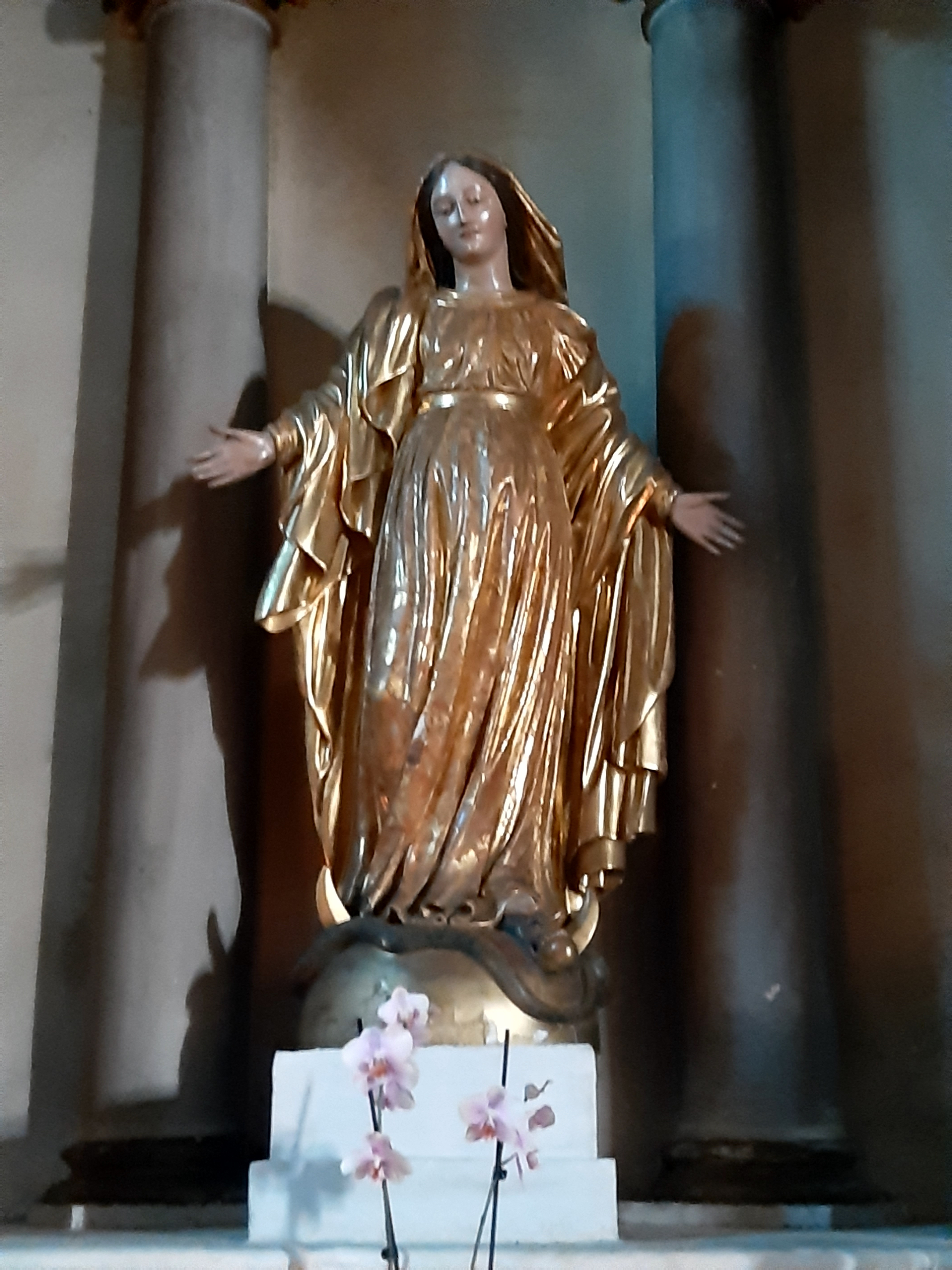
Statue de la Vierge dorée